# Algemiro Manique Barreto
Algemiro Manique Barreto (Nova Veneza, 11 de julho de 1929 – Criciúma, 31 de maio de 2016) foi um empresário e político brasileiro.

## Vida
Filho de Manuel Manique Barreto e de Guilhermina S. Barreto.

## Carreira
Foi prefeito de Criciúma (1973 — 1977).
Foi deputado à Assembleia Legislativa de Santa Catarina na 9ª legislatura (1979 — 1983), eleito pela Aliança Renovadora Nacional (ARENA).